# Década de 1200
Século: Século XII - Século XIII - Século XIV
Décadas: 1170 1180 1190 - 1200 - 1210 1220 1230
Anos: 1200 - 1201 - 1202 - 1203 - 1204 - 1205 - 1206 - 1207 - 1208 - 1209